# Camaguán
Camaguán és la ciutat capital del municipi d'Esteros de Camaguán, fundada el 24 de setembre de 1768 pel missioner caputxí Fra Tomàs de Castro. Està situada al sud-oest de l'estat de Guárico, a Veneçuela. La seva població el 2013 era de 40.032 habitants.